# Tondano (langue)
Pour les articles homonymes, voir Tondano (homonymie).
Le tondano  est une langue austronésienne parlée dans la province du Nord, de Sulawesi, en Indonésie.

## Classification
Le tondano appartient au sous-groupe des langues minahasanes, rattachées, par Blust (1991), au groupe des langues philippines, avec le tonsea, le tombulu, le tontemboan et le tonsawang.

## Vocabulaire
Exemples du vocabulaire de base du tondano :
| français | indonésien | tondano | Prononciation |
| -------- | ---------- | ------- | ------------- |
| deux     | dua        | rua     |               |
| cinq     | lima       | lima    |               |
| eau      | air        | rano    |               |
| feu      | api        | api     |               |
| terre    | tanah      | tanaʔ   |               |
| oreille  | telinga    | taliŋa  |               |
| froid    | dingin     | qəʔqər  |               |
| grand    | besar      | waŋkoʔ  |               |
| je       | aku        | aku     |               |
| savoir   | tau        | -taʔu   |               |
| dire     | bilang     | - lilaʔ |               |
| gratter  | garuk      | -koʔkor |               |

## Sources
- (en) Liao, Hsiu-Chan, A Typology of First Person Dual pronouns and their Reconstructibility in Philippine Languages, Oceanic Linguistics, 47:1, p. 1-29, 2008.
- (en) Sneddon, J.N, The Languages of Minahasa, North Celebes, Oceanic Linguistics, IX:1, p. 11-36, 1970.